# Sir Thomas More
Sir Thomas More est une pièce de théâtre écrite à plusieurs mains dans les années 1590, dont l'auteur principal est Anthony Munday, et qui décrit la vie de Thomas More. Il n'en reste qu'un seul manuscrit conservé à la British Library à Londres. Le manuscrit est aussi remarquable car l'on considère qu'il contient trois pages de la main de William Shakespeare, dont on est quasiment certain qu'il aurait participé à sa création. La pièce nous en apprend beaucoup sur les mécanismes d'écriture en collaboration à l'époque du théâtre élisabéthain. 
La pièce s'intéresse aux émeutes dites du Evil May Day de 1517, émeutes populaires de Londres durant lesquelles les citoyens anglais reprochèrent au roi d'accorder des privilèges indus aux étrangers ; la pièce nous montre un Thomas More grandiose, qui parvient à persuader la foule de mettre fin aux violences par la seule force du discours. More devient alors l'un des conseillers principaux du roi Henri VIII (qui reste invisible, et pourtant omniprésent, durant toute la pièce). Cependant, More est bientôt condamné à mort pour n'avoir pas voulu, nous dit la pièce, approuver des réformes entreprises par le roi (en réalité, même si cette vérité historique est déguisée par la pièce, More refuse, en tant que catholique, d'entériner le divorce entre le roi et sa femme Catherine d'Aragon).